# La Digue
La Digue è la quarta per grandezza isola abitata delle Seychelles (10 km²), situata a est dell'isola di Praslin e a ovest di Félicité. Ha una popolazione di circa 2 000 abitanti, che vivono in gran parte sulla costa occidentale nei villaggi di La Passe (collegato tramite traghetto a Praslin e Mahé) e La Réunion.
Il nome La Digue era quello di una nave della flotta dell'esploratore francese Marc-Joseph Marion du Fresne che visitò le Seychelles nel 1768.

## Popolazione
La popolazione di La Digue è di origine soprattutto creola. È ampiamente parlato il francese.

## Ambiente
A occidente, in direzione dell'isola di Praislin, di fronte a La Digue c'è un'estesa barriera corallina che forma un'ampia laguna dalle acque basse. Sul lato opposto dell'isola, in corrispondenza della spiaggia di Grand Anse, la barriera è assente e la costa è battuta direttamente dalle onde oceaniche.
La cima principale, Belle Vue (Eagle's Nest Mountain), è situata nella parte centrale dell'isola e supera i 300 m s.l.m.
Dal punto di vista geologico, La Digue è composta principalmente da formazioni granitiche, l'erosione delle quali da parte degli agenti atmosferici ha dato origine a forme spettacolari, visibili soprattutto ad Anse Source d'Argent e a Grand Anse, che l'hanno resa famosa in tutto il mondo.
La vegetazione è di tipo prettamente tropicale, con la presenza di formazioni di mangrovie sui tratti di costa meno antropizzati.
Nell'isola vive il pigliamosche del paradiso delle Seychelles (Terpsiphone corvina), particolare specie di volatile endemico, inserito nella lista degli animali in via di estinzione.
Sull'isola, in recinti protetti dal pubblico, abitano alcune tartarughe giganti delle Seychelles (Aldabrachelys hololissa). Tipici dell'isola sono anche i pipistrelli "testa di volpe" (Pteropus seychellensis), osservabili facilmente durante il giorno.

## Economia
Un tempo la produzione di copra e vaniglia erano i pilastri dell'economia locale, ma oggi la fonte di reddito principale è Il turismo. L'isola è nota per le sue spiagge, tra cui Anse Source d'Argent.

## Galleria d'immagini

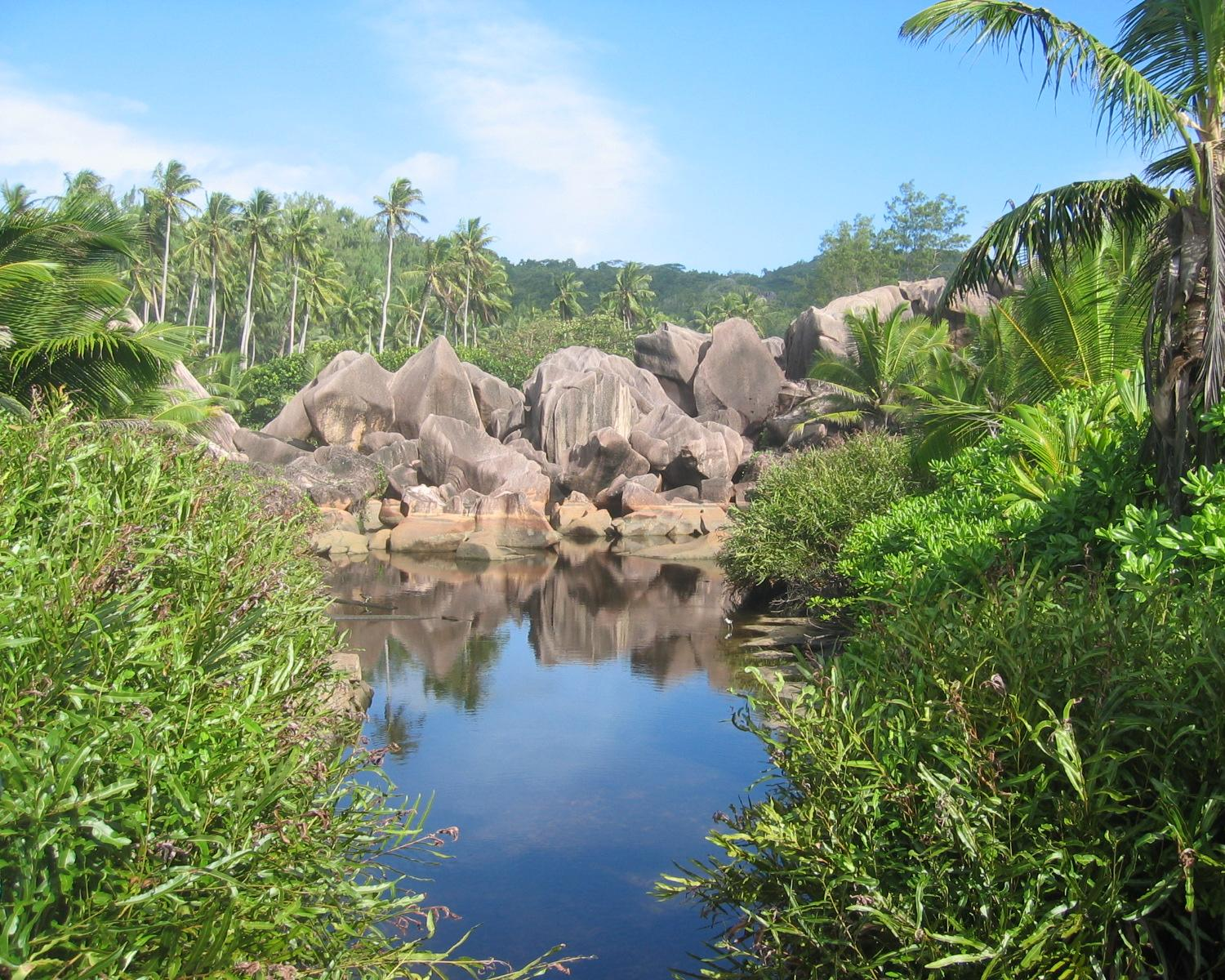
La Digue
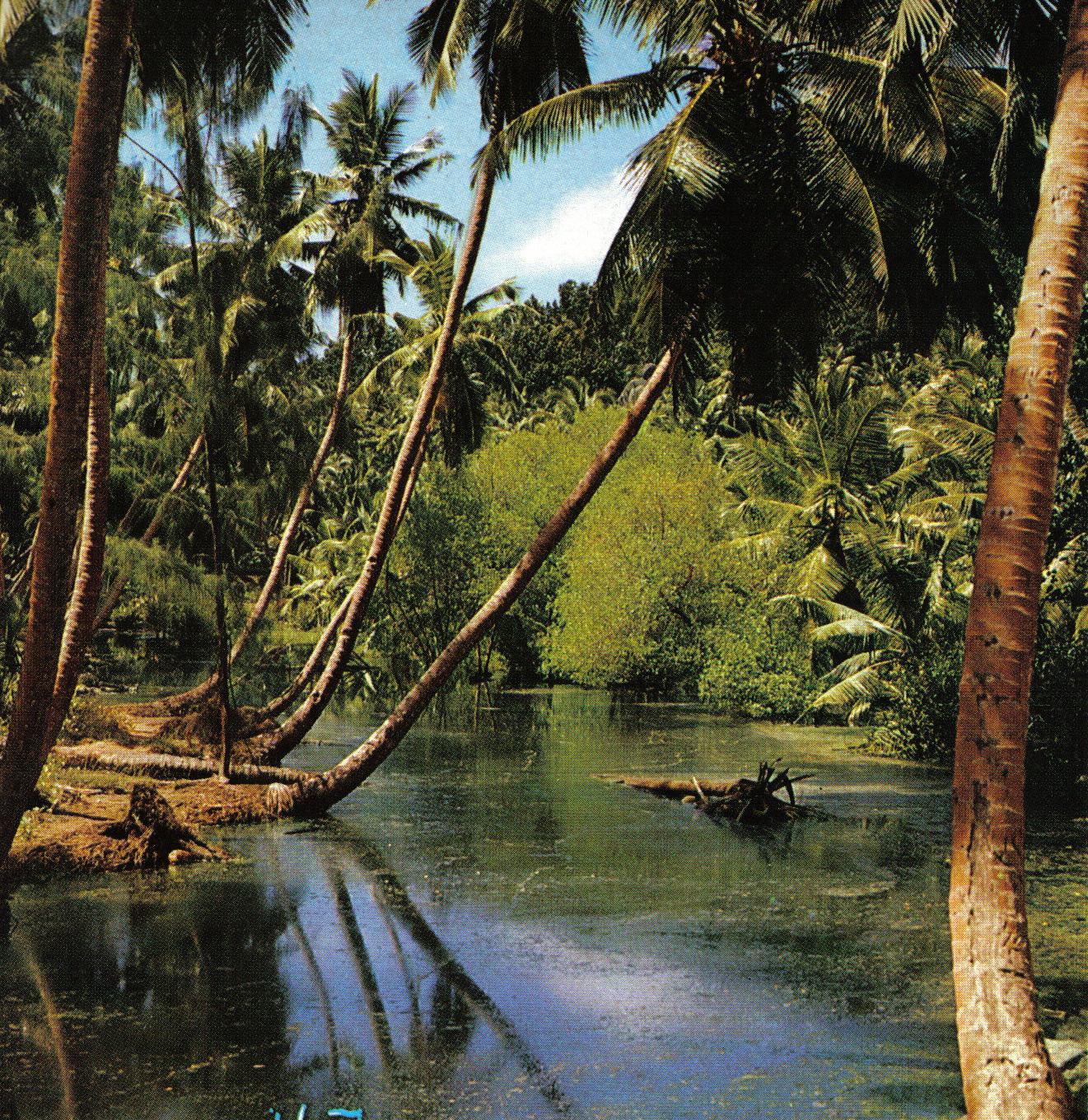
Una palude tropicale a La Digue
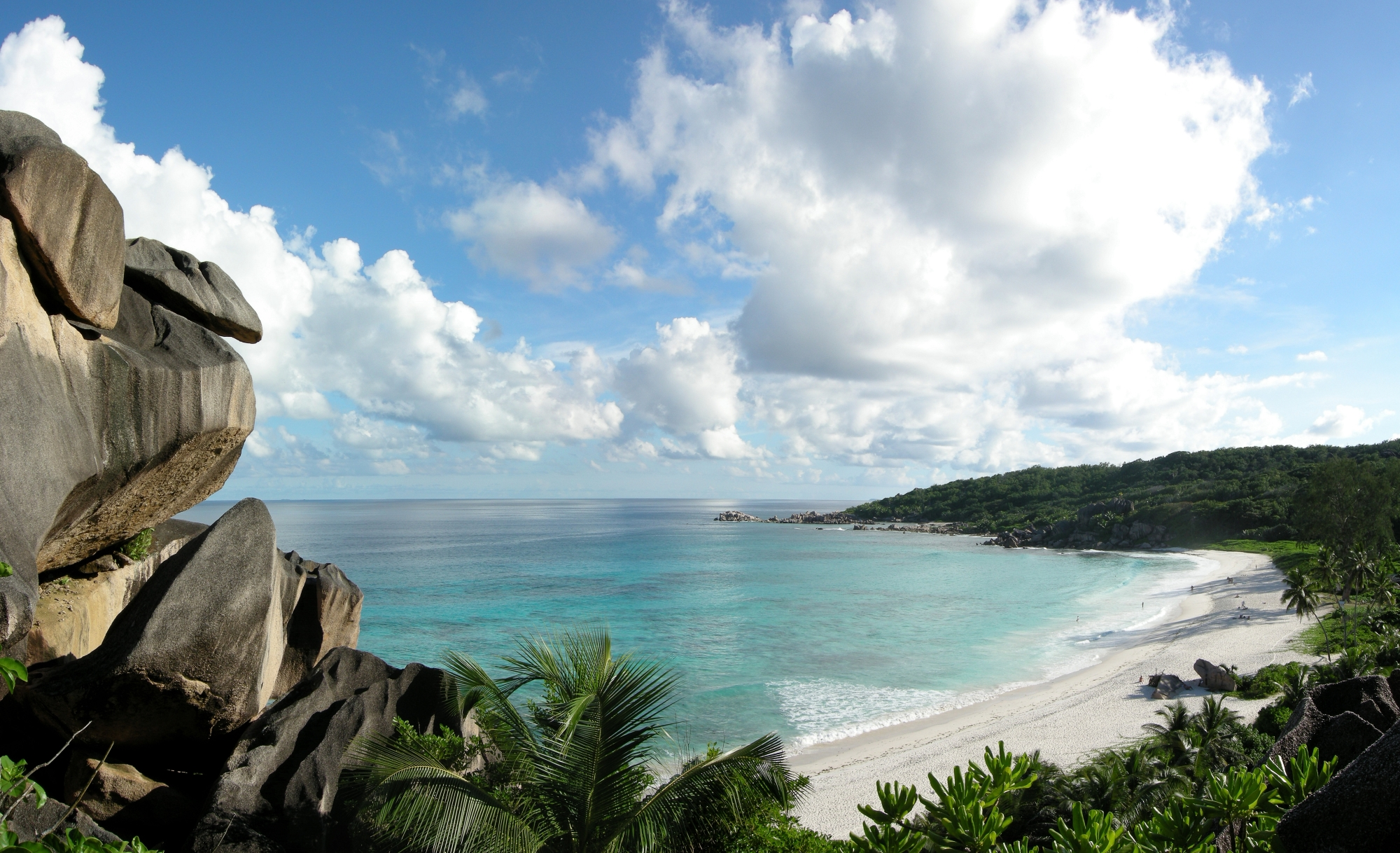
La spiaggia di Grande Anse

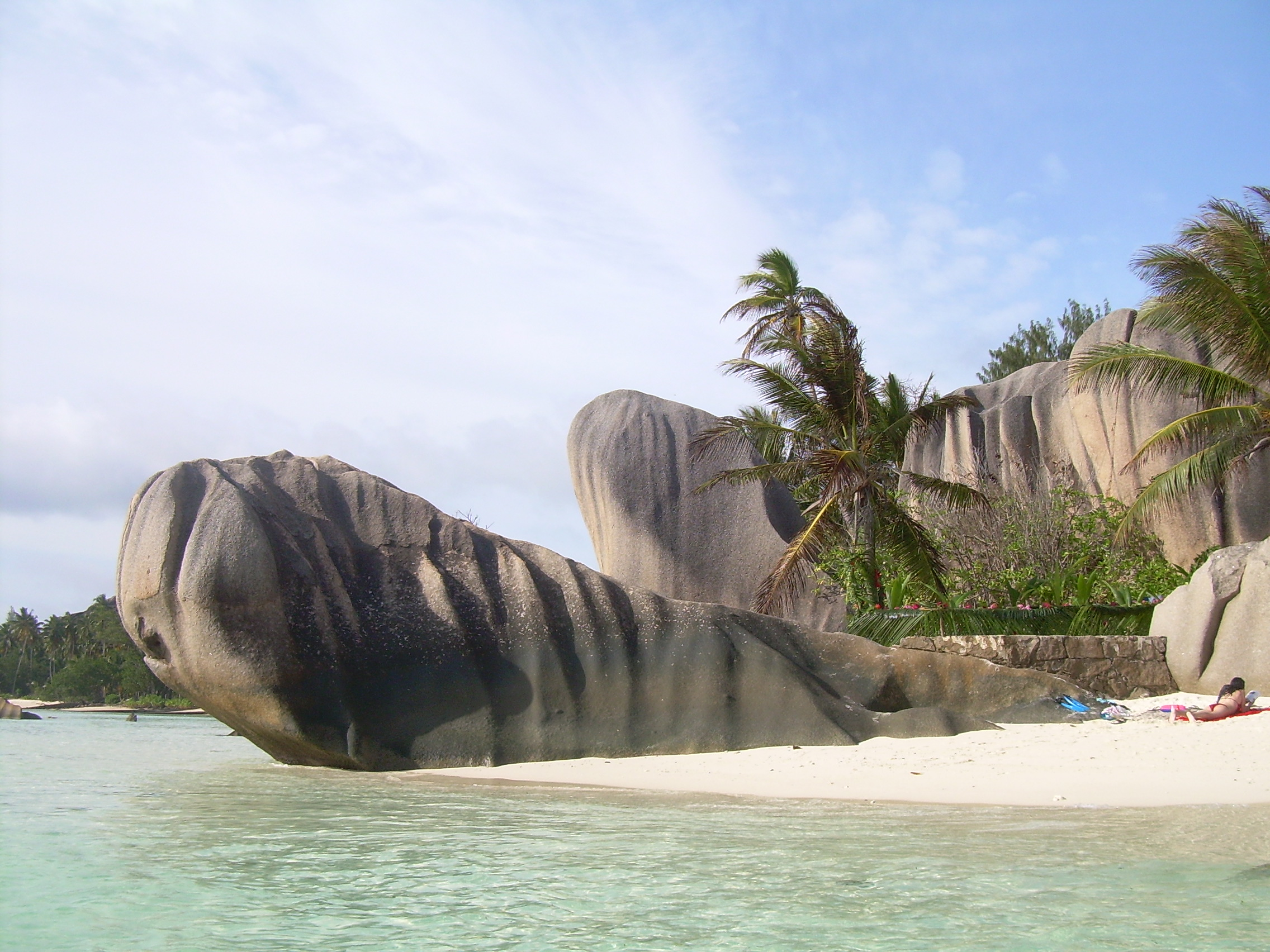
Anse Source d'Argent
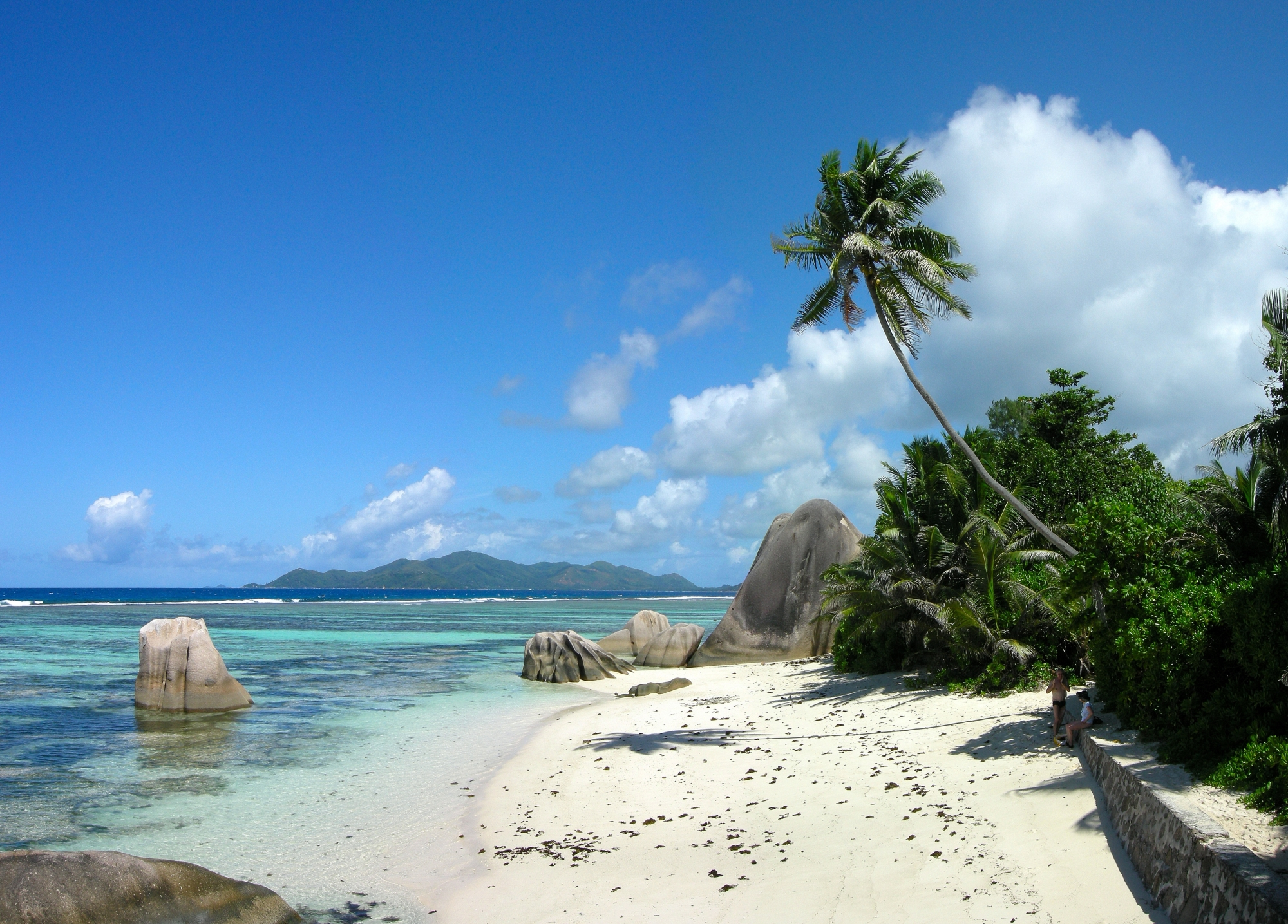
Anse Source d'Argent
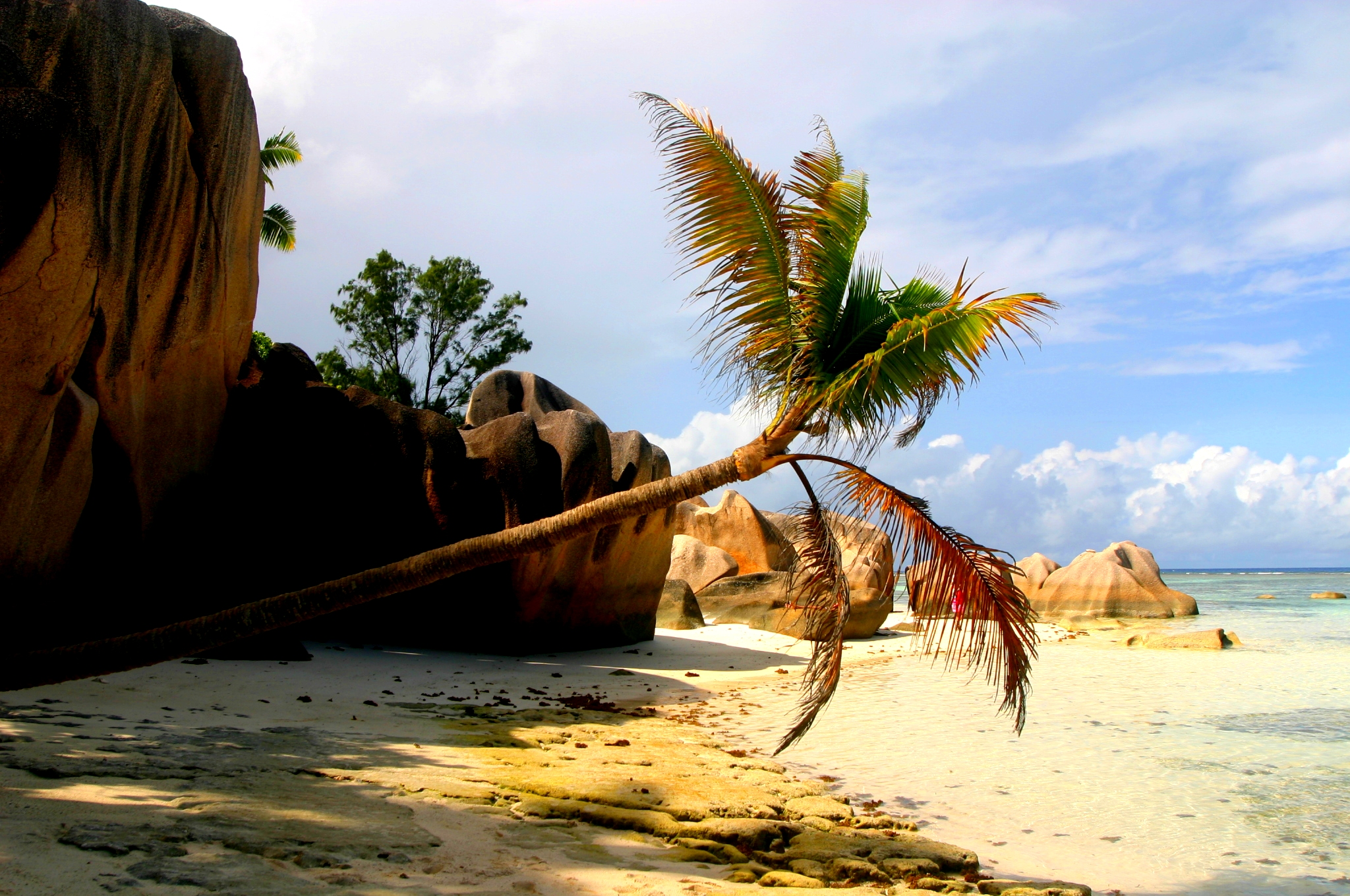
La Digue